# Distéarate de glycol
Le distéarate de glycol est le diester de l'acide stéarique et de l'éthylène glycol. Il est le plus souvent rencontré dans les produits de soins personnels et les cosmétiques où il est utilisé pour produire des effets nacrés ou bien en tant qu'hydratant.

## Synthèse
Le distéarate de glycol peut être produit par estérification de l'acide stéarique (ou de ses esters) avec de l'éthylène glycol. Il peut également être produit par une réaction d'acide stéarique avec l'oxyde d'éthylène. 

## Applications
Lorsqu'il est forcé de cristalliser sous forme de plaquettes minces, le distéarate de glycol peut donner aux liquides et aux gels un aspect nacré.  Cette particularité est souvent utilisée par les fabricants de produits de soins personnels (par exemple le gel douche) pour augmenter l'attrait visuel de leurs produits. Il peut également agir comme hydratant pour la peau.
Le distéarate de glycol est également couramment employé comme agent d'enrobage en microscopie.